# Mary Kay Bergman
Mary Kay Bergman (Los Angeles, 5 giugno 1961 – Los Angeles, 11 novembre 1999) è stata una doppiatrice statunitense.

## Biografia
Nacque a Los Angeles il 5 giugno 1961, era figlia unica di due musicisti, Dave Bergman e Patricia McGowen. Il suo primo lavoro fu un lavoro alla radio. Si sposò con il doppiatore Dino Andrade. Il suo ultimo doppiaggio è stato Balto - Il mistero del lupo. Le venne dedicato il film Scooby-Doo e gli invasori alieni del 2000. Morì l'11 novembre 1999 a soli 38 anni, a causa di una lunga e forte depressione che la portò al suicidio con un colpo di pistola.

## Doppiaggio (parziale)
- La bella e la bestia (1991)
- Il gobbo di Notre Dame (1996)
- Hercules (1997)
- Mulan (1998)
- Scooby-Doo e l'isola degli zombie (1998)
- South Park - Il film: più grosso, più lungo & tutto intero (1999)
- Il gigante di ferro (1999)
- Alvin Superstar incontra Frankenstein (1999)
- Toy Story 2 - Woody e Buzz alla riscossa (1999) - parte cantata
- Scooby-Doo e gli invasori alieni (1999)
- Lilli e il vagabondo II - Il cucciolo ribelle (2000)
- Balto - Il mistero del lupo (2002)